# Werner Engels
Pour les articles homonymes, voir Engels (homonymie).
Ludwig Eduard Werner Engels, né le 30 août 1901 à Burscheid et mort le 2 juillet 1934  à Breslau, est un membre du NSDAP et de la SA. Adjoint direct de Edmund Heines, il est assassiné lors de la nuit des Longs Couteaux.

## Jeunesse et formation
Après ses études secondaires, Engels poursuit des études universitaires à Cologne et à Graz ; il obtient son diplôme en sciences économiques et sociales en juillet 1924. Mais, il ne parvient pas obtenir son doctorat car il est exclu définitivement de son université pour avoir attaqué le professeur Benedikt Schmittmann (de).
Il entame ensuite une carrière dans le secteur de la vente et du commerce.

## Activités politiques
Engels s'engage très tôt dans les mouvements nationalistes. Il rejoint l'organisation Consul dès 1919, puis le Bund Wiking et enfin, en octobre 1925 l'organisation Stahlhelm. Inscrit au DNVP depuis 1921, il rejoint le parti nazi et la SA en 1930.
Il exerce ses activités politiques dans le Gau de Silésie où il organise la presse nazie qui compte dix journaux en 1933. Il y devient l'un des principaux collaborateurs de Edmund Heines, ce qui lui permet d'obtenir, dès 1933, le grade d’Obersturmbannführer.
Bras-droit de Heines dès le début des années 1930, plus spécifiquement chargé de la direction des SA de Silésie, il le seconde également en tant que chef de la police de Breslau ; à ce poste, il est nommé conseiller le 1er novembre 1933, puis chef-adjoint de la police, avec rang de premier conseiller, le 24 avril 1934.

## Assassinat
Dans la nuit du 30 juin au 1er juillet 1934, il est arrêté comme participant au putsch de Röhm en même temps qu'Edmund Heines et que le frère de celui-ci, Oskar Heines. Il est abattu aux environs de Breslau par un détachement de SS aux premières heures du 2 juillet 1934.